# ايمانويل جيفارا
ايمانويل جيفارا (بالإسبانية: Emanuel Guevara)‏ هو دراج أرجنتيني، ولد في 7 فبراير 1989 في سان لويس في الأرجنتين.

## وصلات خارجية
- ايمانويل جيفارا على موقع أرشيف الدراجات (الإنجليزية)
- ايمانويل جيفارا على موقع إحصائيات الدراجات الإحترافية (الإنجليزية)
- ايمانويل جيفارا على موقع نسبة الدراجات (الإنجليزية)